# Gnucleus
A Gnucleus egy népszerű, nyílt forráskódú Gnutella kliens Microsoft Windows operációs rendszerhez. A programra a GPL licence érvényes. A program elsődleges célja a stabilitás és a biztonság. A klienst egyszerű használatra tervezték a funkcionalitás megőrzése mellett. A Gnucleus számos sajátságos fejlesztést tartalmaz, például a Ultrapeerst (a gyermekek számára rövidebb időtartamú keresés érdekében a Gnutella nem csoportosítja indexekbe a fájlokat), többforrású swarming letöltést, SHA-1-es fájlhashelést, részbeni fájlmegosztást.
Mostanában olyan újdonságok is helyet kaptak, mint a tigris-fa hash (tiger-tree hashing), proxyszerver támogatása, valamint a Gnutella2 hálózatának támogatása.
A hálózatkezelés magja jelenleg szinkronban van a GnucDNA-val, de a fő programtól elkülönítve. Ezt más programok is használják, mint a Morpheus és a Nova.

## Külső hivatkozások
- A projekt honlapja